# Liste der Bodendenkmäler in Gelsenkirchen
Die Liste der Bodendenkmäler in Gelsenkirchen enthält die Denkmäler im Stadtgebiet von Gelsenkirchen in Nordrhein-Westfalen, die im Teil B der Denkmalliste der Stadt Gelsenkirchen eingetragen sind (Stand: Juli 2020). Grundlage für die Aufnahme der Bodendenkmäler ist das Denkmalschutzgesetz Nordrhein-Westfalen (DSchG NRW).
| Bild | Bezeichnung                                                | Lage                                                          | Beschreibung | Bauzeit | Eingetragen seit | Denkmal- nummer   |
| ---- | ---------------------------------------------------------- | ------------------------------------------------------------- | --- | ------- | ---------------- | ----------------- |
|      | Bodendenkmal Haus Berge                                    | Buer Adenauerallee 103                                        | Untertägige Reste eines mittelalterlichen Adelssitzes mit Wirtschafts- und Nebengebäuden sowie ursprünglicher Gräftenanlage in der Umgebung des im 18. Jahrhundert auf der Hauptinsel erbauten Nachfolgebauwerkes und jetzigen Baudenkmales Haus Berge. Ersterwähnung 1264 anlässlich der Erbauung durch Gerlach von Strünkede. |         | 21.03.1990       | B 5 (PDF)         |
|      | Bodendenkmal Haus Uhlenbrock                               | Buer Bergmannsglückstraße / Mühlenstr. 124 / Uhlenbrockstraße | Stammsitz der Familie Uhlenbrock. Ersterwähnung der Familie 1252. Mehrere Besitzerwechsel. Im Urkataster rechteckige Zweiinselanlage. Auf der Hauptburg Dreiflügelanlage, auf der Vorburg dreiseitige Bebauung. Untertägig erhaltene Reste der Bebauung und der Umgräftungen sowie Kleinfunde. |         | 21.01.1994       | B 7 (PDF)         |
|      | Bodendenkmal Haus Oberfeldingen                            | Hassel Eppmannsweg 98                                         | Spätmittelalterlicher Adelssitz auf trapezförmiger Gräfteninsel. Rechteckige Umgräftung, ca. 65 × 100 m mit nach Osten ausstreichendem Gräftenarm, Länge ca. 55 m sowie nördliche vorgelagerte Wallschüttung. Ersterwähnung 1412 als Lehen der Abtei Werden. In der Folgezeit adelige Besitzer. Untertägig erhalten auf der Gräfteninsel Reste mittelalterlicher Bebauung sowie der im Urkataster von 1822 verzeichneten Gebäude. |         | 25.09.1989       | B 4 (PDF)         |
|      | Bodendenkmal Schloß Grimberg                               | Bismarck Grimbergstraße                                       | Erbaut im ersten Viertel des 14. Jahrhunderts als „castrum zur Ah“ an der Grenze zum Vest Recklinghausen. 1328 Kapelle belegt. Umbauten. Errichtung einer Zweiflügelanlage mit Eckturm 1540-1578. Anlage bestehend aus Oberburg, Unterburg, Vorburg mit Kapelle, Friedhof und Siedlung sowie Garteninseln. Umbau Anfang des 18. Jahrhunderts durch J.C. Schlaun. Niedergang und Abbruch im 20. Jahrhundert. Untertägig erhalten Fundamente und Mauerreste (teilweise obertägig sichtbar), Umgräftungen, Kapelle, Hausgrundrisse, Bestattungen. |         | 22.09.1995       | B 8 (PDF; 0,4 MB) |
|      | Ehemalige Kirche St. Urbanus mit Kirchplatz (Bodendenkmal) | Buer Hochstr. 37a (Urbanus-Kirchplatz)                        | Ehem. Kirche St. Urbanus mit Kirchplatz. Untertägig erhalten Reste mehrerer Vorgängerbauten der heutigen Kirche (Fundamentrest, Fußböden, Gräber, Epitaphien, Kleinfunde). Ersterwähnung 1147; von dieser Kirche wohl 1890 gefunden romanische Steinskulpturen. Neubau von 1514 (Inschrift an Südwestseite der ehemaligen Kirche). Dreischiffiger Hallenbau mit polygonalem Chor, Westturm mit Treppenturm sowie Sakristei an der Nordseite. Brand und Erneuerung 1688. Abriss 1890. Um die Kirche eingehegter Kirchplatz; hier untertägig Reste von Bestattungen. |         | 20.10.1992       | B 6 (PDF)         |
|      | Mittelalterlicher Adelssitz Haus Leithe                    | Neustadt Junkerweg/Mietherweg                                 | Bei dem mittelalterlichen Adelssitz Haus Leithe handelt es sich um den Stammsitz der Ritter von Leithe mit einer Ersterwähnung im Jahr 1366. Es handelt sich um eine wehrhafte, umgräftete Anlage zur Grenzsicherung der Grafschaft Mark gegen das Essener Territorium. Obertägig erhalten haben sich das Herrenhaus des 16. Jahrhunderts, Reste der verlandeten Umgräftung sowie neuzeitliche Gebäude. Untertägig erhalten sind die Vorgängerbebauung von Herrenhaus und Wirtschaftsgebäuden, Umbaureste des Herrenhauses im Keller und die Umgräftung sowie die Kapelle auf der Garteninsel, Kleinfunde wie Keramik und organische Reste. |         | 4.12.2018        | B 9 (PDF)         |
|      | Bodendenkmal Haus Lüttinghof                               | Hassel Lüttinghofallee 3                                      | Spätmittelalterliche Gräftenanlage, bestehend in ihrem Kern aus drei Inseln, die von unterschiedlich breiten (wasserführenden) Gräften umschlossen werden. Die relativ kleine rechteckige Hauptinsel (Standort des Herrenhauses) wird im Westen und Norden von einer L-förmig angelegten Vorburg (Standort der Wirtschaftsgebäude) umgriffen. Östlich schließt sich das unbebaute und heute als Wiese genutzte Areal des ehem. Burggartens an. |         | 04.02.1987       | B 2 (PDF)         |
|      | Bodendenkmal Haus Leythe                                   | Erle Middelicher Str. 72                                      | Spätmittelalterlicher Gräftenhof Haus Leythe. Obertägig erhalten ist ein ca. 75 m langer und etwa 6-8 m breiter (teilweise verfüllter) Gräftenabschnitt nordwestlich des heutigen Hofkomplexes. Die nördliche Grenze der Burggräfte ist durch einen Gelän-deabsatz gekennzeichnet. Die Oberflächenstruktur des Geländes nördlich der Autobahn lässt einen Teil des ehemaligen Mühlenteiches (heute Ackerland) erkennen. (Auf der Anhöhe westlich davon lag die Parkanlage des Adelssitzes.) Weitere Teile der Burganlage sind heute nur noch untertägig erhalten. |         | 17.10.1984       | B 1 (PDF)         |
|      | Bodendenkmal Schloss Horst                                 | Horst Turfstr. 21                                             | Schlossanlage des 16. Jh. mit Vorgängerbauten. Ersterwähnung 1282. Obertägig erhalten Nordwest- und Teile des Nordostflügels sowie z. T. verfüllte, umlaufende Gräfte. Untertägig erhalten Fundamente des Südost- und Südwestflügels des Renaissancebaus sowie Fundamente und andere Teile der Vorgängerbauten. Weiterhin gehört zum Bodendenkmal die ebenfalls umgräftete, westlich an das Schloss anschließende Vorburg mit untertägig erhaltenem Kirchenbau des 17. Jh. sowie zum Schloss gehörige Wirtschaftsgebäude. Ebenfalls gehört zum Bodendenkmal die nördlich des Schlosses vorgelagerte Freiheit, die im 13. Jh. angelegt wurde. Auf den heute unbebauten Flächen ist mit untertägig erhaltenen Resten der Wohnbebauung der vom Schloss abhängigen Bevölkerung zu rechnen. Im unbebauten Gelände nördlich der Schmalhorststraße untertägig erhalten Reste der Kirche von 1753, die 1902 abgerissen wurde sowie Teile der Befestigung der Freiheit, bestehend aus einem Graben mit eventuellem Innenwall. |         | 25.09.1989       | B 3 (PDF)         |